# Сумбинський сільський округ (Райимбецький район)
Сумби́нський сільський округ (каз. Сумбе ауылдық округі, рос. Сумбинский сельский округ) — адміністративна одиниця у складі Райимбецького району Алматинської області Казахстану. Адміністративний центр — село Сумбе.
Населення — 3625 осіб (2021; 4832 у 2009, 5387 у 1999, 5423 у 1989).
Станом на 1989 рік існували Кизилшекаринська сільська рада (село Кизилшекара) та Сумбинська сільська рада (село Сумбе).

## Склад
До складу округу входять такі населені пункти:
| Населений пункт   | Населення, осіб (1989) | Населення, осіб (1999) | Населення, осіб (2009) | Населення, осіб (2021) |
| ----------------- | ---------------------- | ---------------------- | ---------------------- | ---------------------- |
| Кизилшекара, село | 1826                   | 2004                   | 1854                   | 1139                   |
| Сумбе, село       | 3597                   | 3383                   | 2978                   | 2468                   |
| --Жартас          | -                      | -                      | -                      | 6                      |
| --Киркулдек       | -                      | -                      | -                      | 12                     |